# ایشمحمدوو (شهرستان فیودوروفسکی، باشقیرستان)
ایشمحمدوو (انگلیسی: Ishmukhametovo, Fyodorovsky District, Republic of Bashkortostan) یک شهرک در شهرستان فیودوروفسکی استان باشقیرستان کشور روسیه است.